# Grand marais lugubre
Le grand marais lugubre (en anglais Great Dismal Swamp) est un grand marécage à cheval sur les États de Virginie et de Caroline du Nord. Il s'étend sur environ 5 000 km2. Il est connu pour avoir abrité des communautés d'esclaves marrons entre le XVIIe siècle et la guerre de Sécession (1861-1865).
Une réserve naturelle est établie sur son périmètre en 1973.